# Berejnîțea, Dubrovîțea
Berejnîțea (în ucraineană Бережниця) este localitatea de reședință a comunei Berejnîțea din raionul Dubrovîțea, regiunea Rivne, Ucraina.

## Demografie
Componența lingvistică a localității Berejnîțea
     Ucraineană (98,92%)
     Alte limbi (1,07%)
Conform recensământului din 2001, majoritatea populației localității Berejnîțea era vorbitoare de ucraineană (98,92%), existând în minoritate și vorbitori de alte limbi.